# خليل بن إسحاق التميمي
خليل بن إسحاق التميمي كان قائدًا عسكريًا عربيًا سنيًا، في خدمة الخلافة الفاطمية كرئيس للجند العربي في إفريقية. كان نشطًا منذ وقت مبكر من عام 913. من عام 937 إلى 941 كان حاكمًا لصقلية، وقاد القمع لثورة واسعة النطاق ضد الفاطميين. قبض عليه الخوارج أثناء ثورة أبي يزيد ضد الفاطميين فقُتل في عام 944. كان مُواليًا للفاطميين وأحد أبرز حكامهم لجنوب إيطاليا.

## الحياة المهنية المُبكرة
كان خليل عربيًا سنيًا ،  ويُذكر ذلك لأول مرة في عام 913، عندما كان قائدًا لجند عرب في القيروان، عاصمة إفريقية. في ذلك العام، قمع الوريث الفاطمي، القائم، ثورة طرابلس، التي ثارت في العام السابق ضد الوجود المتسلط لجنود كتامة البربر التابعين للفاطميين. ومن أجل تهدئة المدينة وإظهار حسن النية تجاه سكانها، اُستُبدل كتامة كحامين للمدينة بعد استسلامها في حزيران 913 برجال من الجند العرب بقيادة خليل. خلال هذا الوقت، بدأ خليل أيضًا إعادة بناء المسجد الرئيس في المدينة.
في عام 927، قاد فِرَق الجُند من جميع أنحاء إفريقية في حملة القائم ضد بربر زناتة التابعين لمحمد بن الخزر، الذين نجحوا في مقاومة الحكم الفاطمي وتهديد البؤرة الفاطمية في تيارت.

## حكم صقلية
اندلعت ثورة واسعة النطاق ضد النظام الفاطمي الذي يهيمن عليه قبيلة كتامة ويفرض الضرائب الثقيلة في صقلية في نيسان 937 م. بدأت الثورة في جرجنت، لكنها انتشرت بسرعة إلى العاصمة باليرمو، ومدن أخرى. وجد الحاكم الفاطمي سالم بن أسد بن أبي راشد نفسه مضطرًا إلى حصار عاصمته، وطلب التعزيزات من قلب الفاطميين في إفريقية.
اختار الخليفة الفاطمي القائم بأمر الله خليل بن إسحاق التميمي لقيادة التعزيزات. وصل خليل إلى باليرمو في 23 تشرين الأول 937، وواصل قمع المدينة بقوة كبيرة فأزال بوابات المدينة، وبنى قلعة جديدة على الجانب الجنوبي الشرقي من الميناء وأطلق عليها اسم الخالصة، الذي تُسمى مدينة كالسا في صقلية اليوم عليه. وبحسب المؤرخ ابن عذاري، فإن معاملته للصقليين أثناء الثورة، سواء المسلمين أو المسيحيين، كانت وحشية لدرجة أن العديد من المسلمين فروا إلى الأراضي البيزنطية.
وفي آذار 938، تحرك ضد جرجنت، وحاصر المدينة. استمر الحصار بينما دافع سكان المدينة عنه بقوة، من خلال طلعات جوية شبه يومية، وأجبرت بداية الشتاء خليل على الانسحاب إلى باليرمو في تشرين الأول. وقد أدى الدفاع الناجح عن جرجنت إلى تأجيج نيران التمرد في بقية أنحاء الجزيرة: كما اندلعت الثورة في مازر ومدن أخرى أيضًا. حتى أن المسلمين الصقليين أرسلوا رسالة إلى الإمبراطور البيزنطي في القسطنطينية يطلبون مساعدته. لقد أرسل الإمبراطور رومانوس الأول ليكابينوس أسطولًا يحمل بعض القوات والإمدادات إلى المتمردين.
وطلب خليل أيضًا التعزيزات، وشن هجومًا على معاقل المتمردين. في عامي 939 و940، استولى على مازر، وقلعة البلوط (لا زالت تُسمى قلعة البلوط)، وقلعة أبي ثور (لا زالت تُسمى قلعة أبي ثور)، وقلعة الصراط (تُسمى كوليسانو من قلعة الصراط)، وفي آذار 940، قلعة أبلاتانو على نهر بلاتاني. استسلمت جرجنت أخيرًا في 20 تشرين الثاني 940 بعد ضمان المرور الآمن للحامية. وبدأت معاقل المتمردين المتبقية بالاستسلام بعد ذلك، وفي أيلول 941 م، تمكن خليل من العودة إلى إفريقية. في عرض البحر، أمر بوضع كبار أسرى جرجنت على متن سفينة وأغرقها، مما أدى إلى مقتلهم جميعًا. فرّ عدد كبير من المسلمين الصقليين مرة أخرى من القمع الوحشي للثورة إلى الأراضي البيزنطية، حتى أن الفاطميين وافقوا على التنازل عن دفع البيزنطيين للجزية لهم مقابل الهدنة، خشية أن يترك البيزنطيون اللاجئين الصقليين من المسلمين والمسيحيين ليموتوا جوعًا.

## ثورة أبي يزيد
في فبراير 944 اندلعت ثورة للخوارج بين بربر جبال الأوراس بقيادة الواعظ الزاهد أبي يزيد. انتشرت الثورة بسرعة، مما فاجأ النظام الفاطمي: سقطت المدن واحدة تلو الأخرى، وهُزمت قوات كتامة التي حاولت معارضة المتمردين، وفي 7 آب، سقطت مدينة لاريبوس في أيدي رجال أبي يزيد.
وردًا على هذا التهديد غير المتوقع، أرسل القائم قادته الرئيسين لتأمين المدن الرئيسية في إفريقية. وكان خليل مع ألف من رجاله يسيطرون على القيروان، حيث انشغل بإصلاح تحصينات المدينة. في 13 تشرين الأول، ظهرت قوات أبو يزيد أمام مدينة رقادة، القصر الذي يعود إلى العصر الأغلبي، وقاموا بنهبها. قاوم خليل دعوات ضباطه للخروج ومواجهة جيش المتمردين، في انتظار وصول الجيش الفاطمي الرئيس بقيادة ميسور الفتى، الذي تردد أيضًا في التحرك بشكل حاسم ضد المتمردين.
ونتيجة لذلك، بدأ الجنود الساخطون وغير المدفوع لهم رواتبهم بالفرار والانضمام إلى المتمردين، حتى لم يبق لدى خليل سوى 400 رجل. ولعجزه عن تحصين أسوار المدينة بهذه القوة الصغيرة، انسحب إلى قصر الحاكم بجوار الجامع الأعظم في القيروان. فشلت جهوده في الاتصال بميسور لأن الحمام الزاجل رفض الطيران، وعندما دخلت قوات أبي يزيد القيروان في 14 تشرين الأول، بدأ خليل في التفاوض على أمر الأمان (إعطاء الأمان) مع المتمردين. استخدم معظم رجاله حبلًا للهروب من خلف القصر، عدا البعض منهم خليل، قاضي المدينة، وخازن الجيش، وثلاثون آخرين، حيث أُسروا واقتُودوا إلى أبي يزيد في رقادة. وكان زعيم المتمردين ينوي في البداية تجنيب خليل الموت، لكن معلمه أبو عمار أشار إلى ضرورة قتل الأعداء الخطرين. ونتيجة لذلك، أمر أبو يزيد بإعدام خليل ورئيس القضاة.

## العائلة
وكان شقيقه يعقوب قائدًا عسكريًا فاطميًا قاد فتح الفاطميين لمدينة جنوة (في إيطاليا اليوم) في عام 934.